# Laemophloeus kraussi
Laemophloeus kraussi – gatunek chrząszcza z rodziny Laemophloeidae.

## Taksonomia
Gatunek ten opisany został po raz pierwszy w 1897 roku przez Ludwiga Ganglbauera.

## Morfologia
Chrząszcz o mocno spłaszczonym grzbietobrzusznie ciele długości od 2,9 do 4 mm, nieco węższym w zarysie niż u podobnego L. monilis. Oskórek jest lśniący, praktycznie nagi.
Głowa jest czerwonobrunatna do czarnobrunatnej, szeroka, o krótkich, ale rzucających się w oczy żeberkach przyocznych. U samca żuwaczki są silniej rozwinięte, a rozprostowane ku tyłowi czułki sięgają poza połowę długości pokryw. Samica ma żuwaczki zwyczajnie wykształcone, a rozprostowane ku tyłowi czułki nie osiągają połowy długości pokryw. Ponadto u samicy występuje wyraźnie wyodrębniona, trójczłonowa buławka.
Przedplecze jest sercowate, dwukrotnie szersze niż dłuższe, jednolicie czarnobrunatne, co najwyżej po bokach lekko rozjaśnione. Krawędzie boczne ma lekko powcinane, opatrzone niewielkimi ząbkami. Punkty na jego powierzchni są wyraźne, okrągłe i grubsze niż na głowie, gęściej niż u L. monilis rozmieszczone. U samca przedplecze jest tak szerokie jak głowa i w przedniej części tak szerokie jak podstawa pokryw, u samicy zaś nieco szersze od głowy i w przedniej części węższe od podstawy pokryw. Pokrywy  są od 1,7 do 1,9 raza dłuższe niż szerokie. Ubarwienie mają czerwonobrunatne do czarnego z wąską, żółtawą plamą niewykraczającą poza drugi międzyrząd. Stopy ostatniej pary u samicy zbudowane z pięciu, a u samca z czterech członów. Stopy par pozostałych są pięcioczłonowe u obu płci.

## Ekologia i występowanie
Owad saproksyliczny. Związany jest z drzewami liściastymi – brzozami, bukami i wiązami. Bytuje pod luźną korą, w obumierających gałęziach i w leżącym na ziemi chruście. 
Gatunek palearktyczny, europejski, znany z Francji, Niemiec,  Polski, Czech, Słowacji, Rumunii, Ukrainy i zachodniej Rosji. W Polsce jest bardzo rzadki; odnotowano go na trzech stanowiskach: w Tatrach, na Dolnym Śląsku i w Bielinku. Na „Czerwonej liście gatunków zagrożonych Republiki Czeskiej” umieszczony jest jako gatunek zagrożony wymarciem (EN).